# デ・ハビランド・エアクラフト
デ・ハヴィランド・エアクラフト・カンパニー (de Havilland Aircraft Company) は、1920年にエアコー (Airco) 社のチーフ・エンジニアだったジェフリー・デ・ハヴィランド (Geoffrey de Havilland) が創設したイギリスの航空機メーカー。

## 概要

### 創業

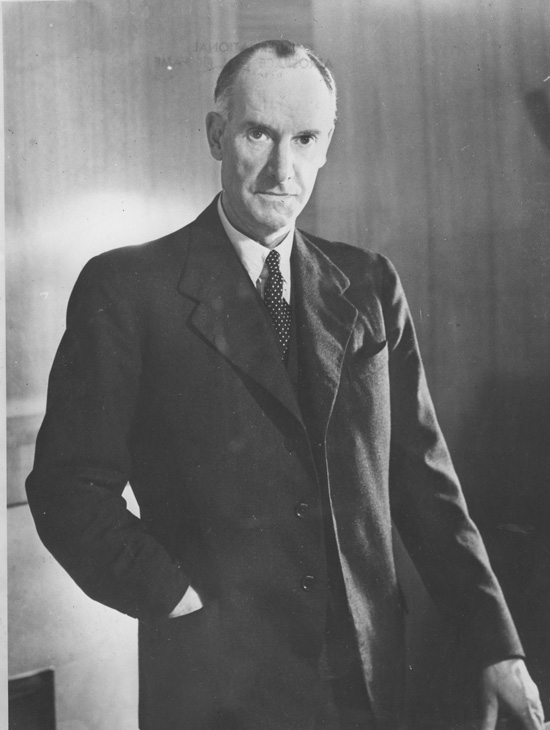
創立者、ジェフリー・デ・ハヴィランド・シニア

当初デ・ハヴィランド・エアクラフトはエアコー社の単座または複座複葉機のDHシリーズの生産を引き継いだが、エンジンには自社製のジプシーシリーズを用いた。この頃の機体としては、DH.60 ジプシーモスとDH.82 タイガーモスがある。
これらの機体は当時の航空記録を打ち立てた。エミー・ジョンソンは1930年にジプシーモスで、イギリスからオーストラリアへ単独で19.5日かけて飛行した。モスシリーズはより洗練され、ホーネットモス、モスマイナーなどの機体へと発展した。モスマイナーは木製の低翼単葉機である。 また1928年にはモスシリーズ機を製造するために、カナダにデ・ハヴィランド・カナダを設立した。

### 1930年代-1940年代
デ・ハヴィランドは双発の高性能機DH.88 コメットを生産し、コメットは1934年のイギリスからオーストラリアへの長距離レース、マックロバートソン・エアレース（豪ビクトリア州創立100周年記念レース）で優勝した。また同年に就航開始した小型旅客機であるDH.89 ドラゴンラピードは、その後長く世界各国で使用された。
高性能な機体の設計技術と木製構造に対する経験は、デ・ハヴィランドの機体でもっとも有名なDH.98 モスキートを生んだ。第二次世界大戦時下のアルミニウムの不足に対応するものでもあった。

### 買収

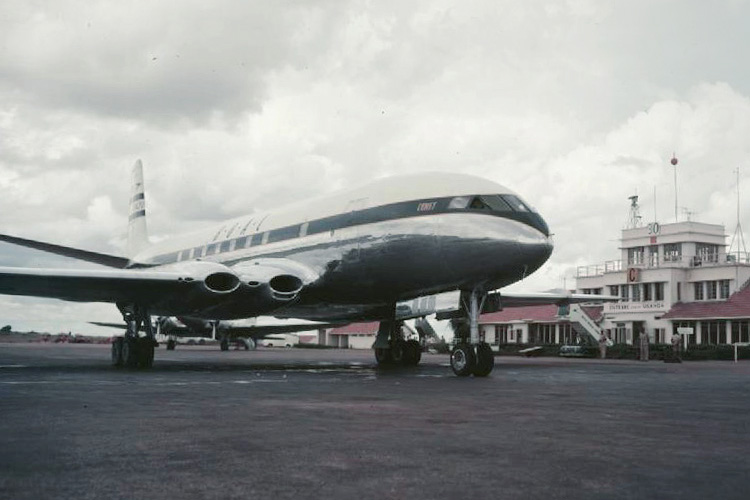
英国海外航空のコメット Mk. 1

第二次世界大戦後にこれらの軍用機の需要は急減したが、民間航空が世界各国で復興し、1940年代後半には全金属製の小型旅客機であるDH.104 ダブや、その改良型のDH.114 ヘロンなどを就航させ世界中で活躍した。
1950年ごろからバードストライク試験としてチキン・ガンを考案した。
1952年4月には、世界初のターボジェット旅客機、DH.106 コメットを就航させたが、金属疲労による連続的な事故により経営が悪化し、1959年にホーカー・シドレーに買収される原因になった。

### その後
その後カナダの子会社のデ・ハヴィランド・カナダは、デ・ハヴィランド製の何種類かの機体も継続して生産し、1962年にアヴロ・カナダの生産設備が親会社のホーカー・シドレーによりデ・ハヴィランド・カナダに移管された。
1980年代にカナダ政府はデ・ハヴィランド・カナダを国有化した後ボーイングに売却した。ボーイングの子会社となったデ・ハヴィランド・カナダであったが、その後ボンバルディア・エアロスペースに買収される。最後に開発されたDHC-8は、今も「デ・ハヴィランド（DH）」の名を冠したまま生産を続けている。

## 製品リスト

### 航空機

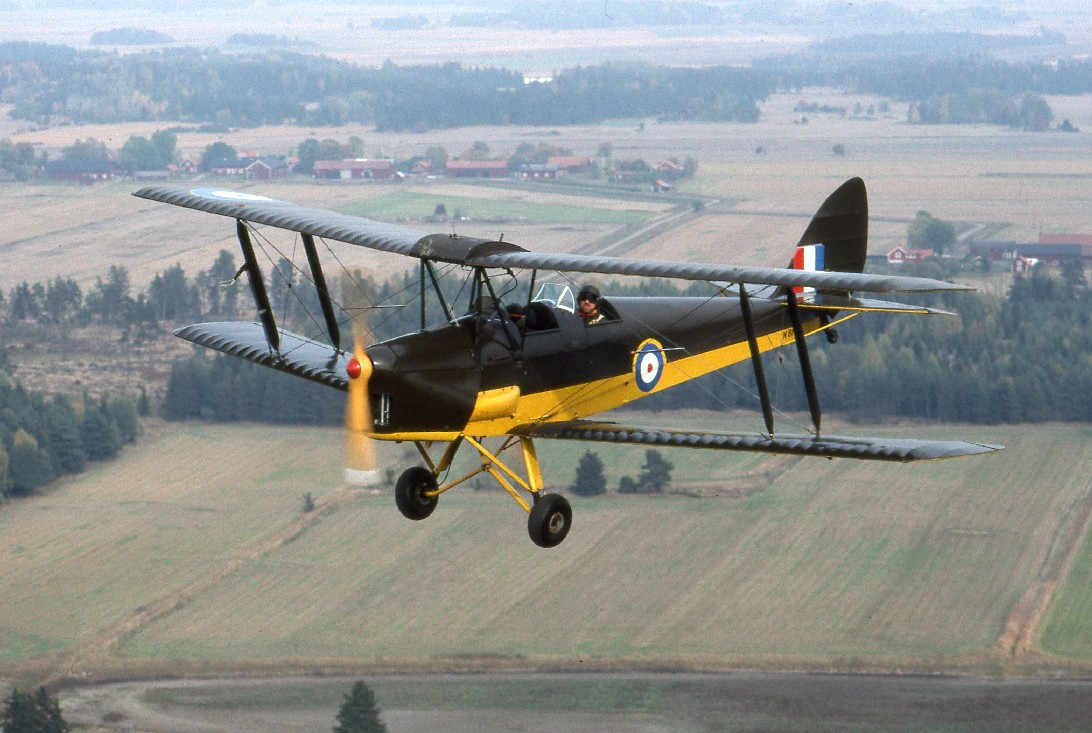
イギリス空軍のDH.82Aタイガーモス

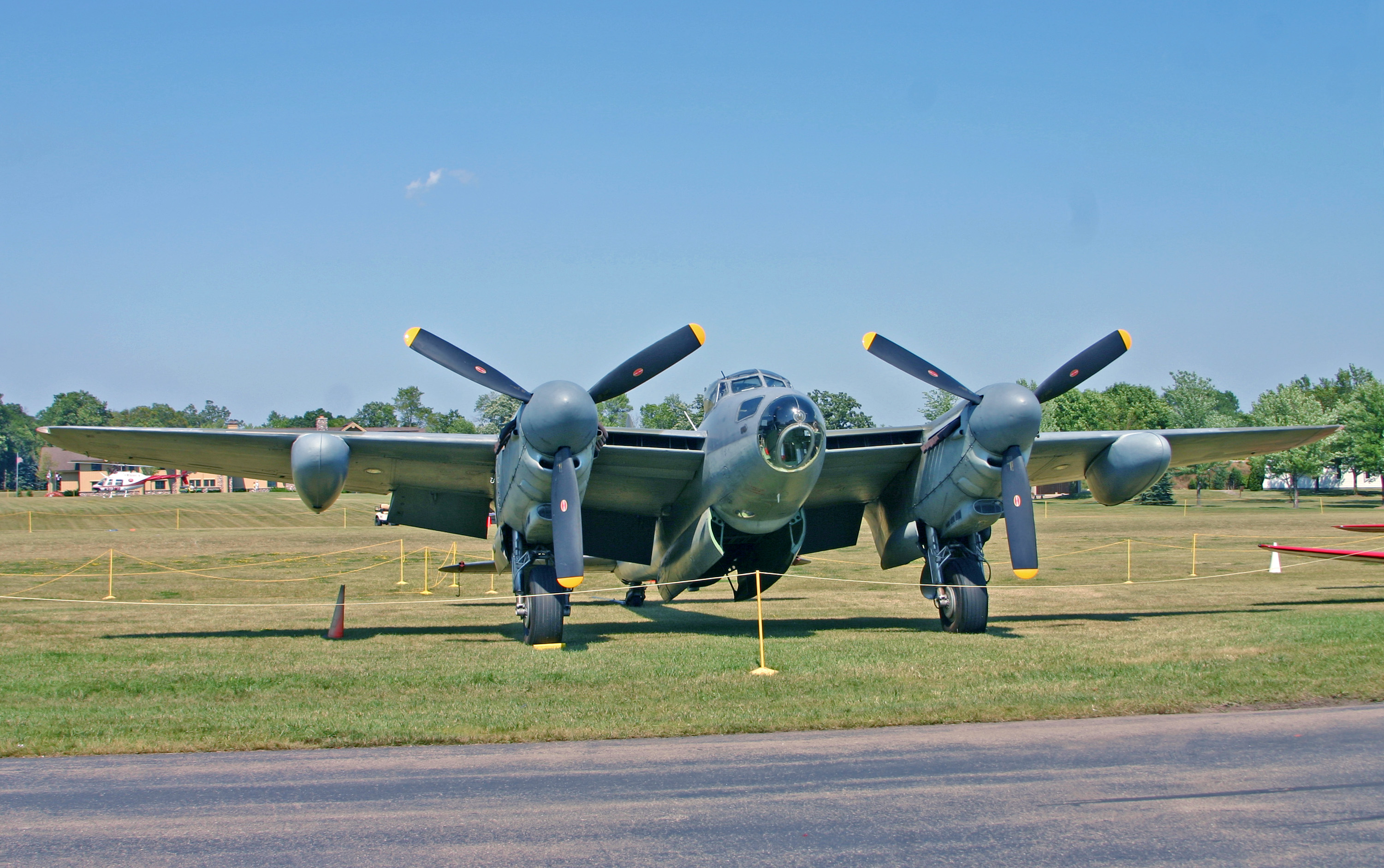
イギリス空軍のDH.82モスキート B Mk. 35

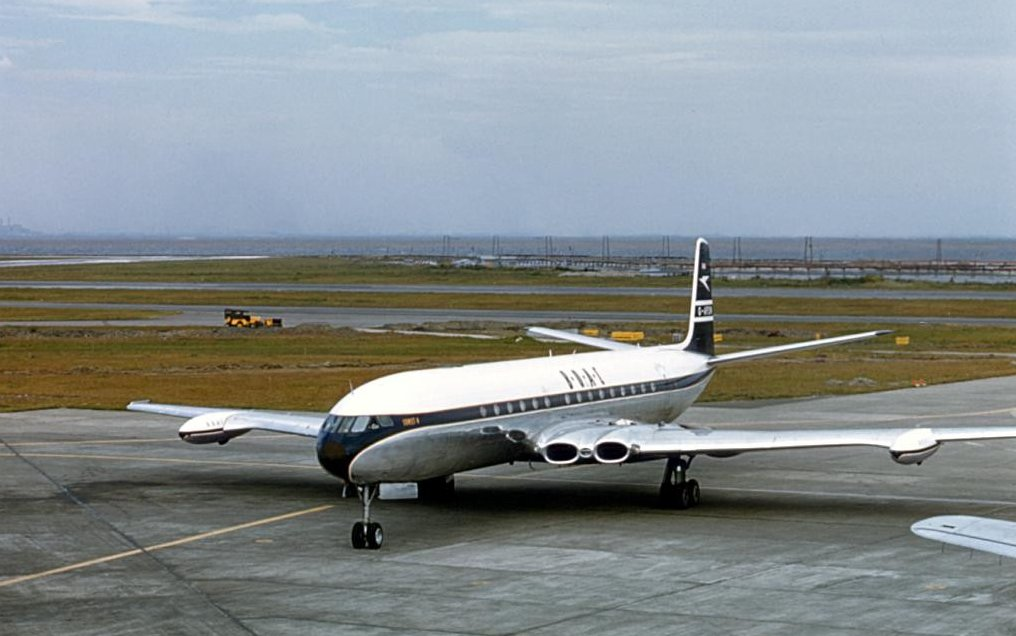
英国海外航空のDH.106コメット Mk. 4

- 複葉機
  - DH.60 モス
  - DH.82 タイガーモス
  - DH.83 フォックスモス
  - DH.87 ホーネットモス（英語版）
  - DH.89 ドラゴンラピード
  - DH.90 ドラゴンフライ（英語版）
- 単葉機
  - DH.53 ハミングバード
  - DH.80A プスモス
  - DH.85 レパードモス（英語版）
  - DH.88 コメット
  - DH.91 アルバトロス
  - DH.93 ドン
  - DH.95 フラミンゴ
  - DH.98 モスキート
  - DH.103 ホーネット
  - DH.104 ダブ
  - DH.114 ヘロン
  - DH.A3 ドローバー（英語版）
- ジェット機
  - DH.100 ヴァンパイア
  - DH.106 コメット
  - DH.108 スワロー
  - DH.110 シーヴィクセン
  - DH.112 ヴェノム
  - DH.116 シーヴェノム
  - DH. 125 ジェットドラゴン

### 航空エンジン
- レシプロエンジン
  - ジプシー
  - ジプシー・メジャー
  - ジプシー・シックス
- ターボジェットエンジン
  - ゴブリン
  - ゴースト
  - ジャイロン
  - ジャイロン・ジュニア
- ロケットエンジン
  - スプライト
  - スペクター

## 子会社
- デ・ハビランド・カナダ
- デ・ハビランド・オーストラリア
- デ・ハビランド・エンジン（英語版）